# 西武武蔵関ステーションビル
西武武蔵関ステーションビル 暮らしの生活便利館（せいぶむさしせきステーションビル くらしのせいかつべんりかん）は、東京都練馬区武蔵関駅北口にある、西武プロパティーズ（2009年7月1日西武商事より社名変更）が経営していた駅ビル。

## 概要
1978年12月15日に西武鉄道と武蔵関駅の所在地・練馬区の協同資本協力で完成・オープン｡ 同時に駅の北口が完成し、駅直結駅ビルとなる。それから30年以上、利用者の増減を繰り返しながらも沿線住民の足として利用されていた。1990年の春頃に大規模改装を行い、同年6月29日に新装オープンしている他、2013年～2014年には洗面所の大規模改修を行い、男女ともに老朽化していた和式トイレのみから洋式ウォシュレットへの変更、および車椅子トイレの設置をおこなった。先述の1990年以降は、これ以外にも何度も改装・店舗の変化を行っている。2015年10月1日に、西武グループが経営展開する商業施設の「Emio」ブランドへの統一のため、Emio武蔵関へ発展解消され、事実上の閉店となった（そのため、一部店舗はEmioへそのまま続投しその他の店舗は閉店している）。

## フロア案内
（Emio武蔵関への改装前に営業していた店舗。一部は現在も営業している）
1F　デイリーフーズ・武蔵関駅北口 - 三徳（スーパーマーケット）
2F　バラエティフロア - Can★Do（100円ショップ）、QBハウス（10分間カット店）、Mammy's Band（東京都認証保育所A型）
3F　バラエティフロア - モスバーガー（ファストフード）、クラブメディア（携帯電話・PHS）、MODE AKI（婦人服）、Shoes-A（婦人靴）、コレクションSAI（小物・雑貨）
4F　ヘルス＆ビューティ - ネオフィリア（美容室）、西洋館（リフレクソロジー）